# 佐治氏
佐治氏（さじし）は、日本の氏族のひとつ。

## 足立氏族の佐治氏
丹波国氷上郡佐治郷より起こる。足立氏の一族であり、『太平記』巻2に「〔元弘3年（1333年）3月〕丹波国の住人・佐治孫五郎といいける兵、その比・かつてなかりし五尺三寸の太刀をもって……」と載せ、また『応仁記』巻3、『応仁別記』にもにこの佐治氏について記されている。
この丹波国発祥の佐治氏は、天正年間に明智光秀によって滅ぼされた。

## 尾張氏族の佐治氏
尾張氏族の佐治氏は、因幡国智頭郡佐治郷の国人領主。

### 歴史
本姓を尾張氏といい、八上郡司の尾張氏の一族で代々、佐治郷司を務めていた。初代を佐治四郎道貞といい、佐治郷の在地領主として佐治谷の本格的な開発を行った。在地名の「佐治」を苗字として名乗るようになった佐治氏は、佐治重貞の代に鎌倉幕府御家人の地位を得て、佐治郷地頭に任じられた。佐治氏は佐治川を境に「北方」と「南方」と呼ばれる行政区分を設けて佐治郷の支配を行った。鎌倉時代後期になると分割相続による所領の細分化が進行したため、所領を巡る一族内の争いによって内紛状態が起こっていたが、訴訟などを通して事態の収拾が図られた。鎌倉幕府滅亡後は南朝に属していたが、建武3年（1336年）の湊川の戦いの後、北朝に帰順したため本領が安堵された。文和4年（1355年）の神南合戦には山名時氏傘下の国人として「佐治但馬守」の名が見えるが、応仁・文明の乱以後、佐治氏は史料上に現れなくなり、江戸時代には小泉友賢によって「書籍ニモ載ラズ、言ヒ伝ヘモ無ケレバ、何ノ武士タル事モ考ヘ難シ」（『因幡民談記』）と記されている。現在、佐治氏関係の文書としては因幡民談記所収の「加勢木村百姓某所有文書」と「弁官補任紙背文書」（東洋文庫所蔵）などが知られている。

### 佐治郷の開発と支配
開発領主である佐治氏は刈地（現・鳥取市佐治町）を基点に佐治谷の開発を行ったとされる。『因幡志』によれば刈地村を「一ノ小屋」、加勢木村を「二ノ小屋」と呼ぶのは開発進行の順序を示しているという。佐治郷を南北に分けた佐治氏は大井村に屋敷を構え、群佐羅山城を築城し、佐治郷支配を行った。また、佐治氏は郷一宮の群佐羅大明神を篤く奉ることで郷民に対しての宗教的な権威も兼ね備えていた。応永20年（1413年）付けの「佐治南方大井知行分目録」によれば、刈地などの地域に2町7反240歩（うち、1町2反240歩は免田）の知行分を有していたことが分かっている。なお、この目録内には「添弐夕」、「成庭」といった他では見られない公事夫役の呼称が見られる。

### 系図
```
　　　
佐治道貞
（本姓・
尾張氏
） 　　　　
　　　 ┣━━━┓
　　　
重貞
　　
曳田康貞

　　　 ┃      ┃
　　　 某     
曳田重久

　　　 ┃
　　　 某
　　　 ┣━━━━━━━┳━━━━━━┓
　　　
達道
　　        
忠重
　　      尾張氏女
　　　 ┃             ┣━━━━━━━━━┓
      
円性
            
重経
　　　　      
沙弥観守

       ┣━━━┓      ┣━━━┓         ┣━━━┓
      
道覚
    
重継
    
重行
    
重範
      
弥虎丸
　  珍女
       ┣━━━┓      ┃
      
道禅
    
善願
    
重泰

       ┃            
      
重俊
```

## 桓武平氏流の佐治氏
近江国甲賀郡佐治庄より起こり、佐治城（佐治庄佐治村）を根城とした近江国の佐治氏である。
平安時代の康平年間に、上総介平維時の子・業国がはじめて佐治庄を領して佐治氏を名乗ったと伝えられている。
甲賀市にある佐治神社は、文明2年（1470年）2月に佐治美作守平為氏が建立したとされる。
為氏は六角氏に仕えた。為氏のあとは為重、為政と続き、為政は織田信長に属して、近江国蒲生郡の市子荘・羽田荘の代官を務めた。為祐の代で滅びた。

## 伴姓の佐治氏
甲賀二十一家ならびに北山九家のひとつであり、桓武平氏流の佐治氏と同様、近江国佐治庄より起こったといわれる。『中興系図』に「佐治、伴、本国近江、山岡備中守景秀の男、民部少輔昌資・称之」とある。

## 蒲生氏族の佐治氏
蒲生俊守が桓武平氏流の佐治氏の発祥地と同じ近江国甲賀郡佐治に住んで佐治と称したといわれる。
『蒲生系図』には「俊光─俊寛─俊守（佐治八郎）─佐治太郎─佐治三郎」また佐治太郎の弟に「青山三郎定俊、六郎俊清（その子彦太郎）、掃部丞能俊」とある。

## 尾張国の佐治氏
戦国時代に尾張国知多郡に勢力を持った氏族であり、大野城を拠点とした。
『尾張志』や『佐治系図』では桓武平氏流の佐治氏と同じ近江国甲賀郡から移り住んできたとしている。また一説にはもともと足立氏族の佐治氏と同じ丹波国から出て、近江国、尾張国と移ってきたとしている
。
明応6年（1497年）、西之口神明社（常滑市）の棟札銘に「佐治伊賀守為永」の記載があり、佐治氏の在地性が確認できる。

## 伊勢国の佐治氏
『太閤記』に「佐治新助が篭りし亀山の城をば、秀吉の先勢として取巻かせたまう」とある。
また関家記録などにもこの佐治氏が見える。

## 江戸幕府幕臣の佐治氏
江戸幕府幕臣に平姓の佐治氏がいた。『寛政系譜』に収められており、家紋は「丸に七本骨日の丸の扇子」、「丸に鷹の羽打ち違い」。

## 九州の佐治氏
鎮西引付に「佐治左衛門太郎」を載せ、また肥前深堀文書、正嘉元年と2年のものに「佐治左衛門尉殿」の名前が見える。また福田系図に「暦応3年〔1340年〕、肥前国神崎庄内佐治右衛門次郎跡、田2町地頭職の事……」とある。